# Obwód Sandomierz BCH
Obwód Sandomierz – jednostka terytorialna Batalionów Chłopskich. Obejmował teren ówczesnego powiatu sandomierskiego. Wchodził w skład Okręgu III Kielce BCh.

## Komendanci obwodu
- „Łeda” (Tadeusz Szeląg) (11.1940 – 06.1941);
- „Włast” (Stanisław Markiewicz) (07.1941 – 08.12.1941) – zastrzelony podczas próby ucieczki z aresztu w Lasocinie przez granatowego policjanta;
- „Bryła” (Antoni Piwowarczyk) (1.08.1942 – ?);
- „Poświst” (Leon Cieśla) (09.1942 – 07.03.1944) – aresztowany i zamordowany w obozie koncentracyjnym Groß-Rosen;
- „Witold” (Eugeniusz Witkowski) (03.1944 – 08.1944)[1]

## Struktura organizacyjna
Obwód od 10 sierpnia 1941 dzielił się organizacyjnie na 4 rejony, czternaście gmin, i trzy miasta wydzielone. Wiosną 1944 po reorganizacji utworzono 5 rejon.
- rejon 1 "Zawisza Czarny”,
  - komendanci:
    - „Zounus” (Władysław Gubernat) – ? – 12.1941 – aresztowany i rozstrzelany;
    - „Kłos” (Jan Dębowski) – 01.1942 – 12.1942;
    - „Soplica” (Jan Łukaszek) – 12.1942 – ?.

  - gmina Dwikozy „Damian”, komendanci:
    - „NN” (Feliks Winiarczyk) – ?;
    - „NN” (? Sadak) – ? – jesień 1943;
    - „Rekin” (Ignacy Sobczyk) – jesień 1943 – 08.1944;

  - gmina Wilczyce „Wola”, komendanci:
    - „NN” (? Duszak) – ?;
    - „Kłos” (Jan Dębowski) – ?;
    - „NN” (Mieczysław Morzyński) – ?;
    - „Kosa” (Feliks Kołacz) – ? – jesień 1943;
    - „Jastrząb” (Jan Fryszkiewicz) – jesień 1943 – ?

  - gmina Obrazów „Opole”, komendanci:
    - „NN” (? Janus) – ? – 1942;
    - „Rydz” (Józef Osuch) – 1942 – 08.1944;

  - miasto Sandomierz „Społem” – brak wyznaczonego komendanta;
  - miasto Zawichost „Zorza” – brak wyznaczonego komendanta;
- rejon 2 „Uniwersytet Ludowy”
  - komendanci:
    - „Zelwa”, „Wyrwa” (Jan Kurkiewicz) – 08.1941 – jesień 1943;
    - „Witold” (Eugeniusz Witkowski) – jesień 1943 – 08.1944;

  - gmina Lipnik („Lolek”), komendanci:
    - „NN” (? Bardychowski) – ?;
    - „NN” (Walenty Wróbel) – koniec 1942 – 08.1944;

  - gmina Klimontów („Klimek”), komendanci:
    - „Dizma” „Dyzma” (Walenty Polit) – 1941 – 1943[potrzebny przypis];
    - „NN” (? Borkowski) – do 08.1944;

  - gmina Jurkowice („Judasz”),
    - „NN” (Józef Grzybowski) – ? – 8.11.1943 – aresztowany i rozstrzelany w nieznanych okolicznościach;
    - „NN” (Józef Dziedzic) – 11.1943 – ?;
    - „Zawisza” (Jan Saniawa) – ? – 08.1944;
- rejon 3 „Uniwersał”,
  - komendant:
    - „Tyli” (Cyprian Kalina) – ? – 08.1944;

  - gmina Wiśniowa „Wiąz”, komendanci:
    - „NN” (Stefan Kornacki);

  - gmina Rytwiany „Radło”, komendanci:
    - „NN” (Mieczysław Wilk) – ?
    - „Tyli” (Cyprian Kalina) – ? – 08.1944;

  - gmina Wielkie „Topór” – od wiosny 1944 przynależność do rejonu 5,
  - gmina Połaniec „Piła” – od wiosny 1944 przynależność do rejonu 5,
  - Łubnice „NN”, komendanci:

  - miasto Staszów „Siostra” – brak wyznaczonego komendanta;
- rejon 4 „Nowizna Wiciowa”,
  - komendanci:
    - „Wiotki” (Piotr Sarzyński) – ? – wiosna 1943;
    - „Brzezina” (Antoni Jarosz) – wiosna 1943 – ?;
    - „Jary” (Jan Stawiarz) – wiosna 1944 – ? – zmarł z ran odniesionych 17.03.1944 w ataku na posterunek w Skrzypaczowicach;

  - gmina Koprzywnica „Kula”, komendanci:
    - „NN” (Jan Wroczek) – ? – 08.1944;

  - gmina Łoniów „Zpała”, komendanci:
    - „Jodła” (Jan Kucwaj) – ? – 08.1944;

  - gmina Samborzec „Sędzia”, komendanci:
    - „NN” Stanisław Majewski) – ?;
    - „NN” (Antoni Drabowicz) – wiosna 1943 – przełom 1943/1944;
    - „NN (Dobko Józef) – przełom 1943/1944 – 08.1944;

  - gmina Osiek – od wiosny 1944 przynależność do rejonu 5,
- rejon 5 „?” – od wiosny 1944;
  - komendanci:
    - „Olszyna” (Władysław Bąk) – ?;
    - „Dąb” (Czesław Kubik) – ? – 08.1944;

  - gmina Wielkie „Topór”, komendanci:
    - „Ryś” (Kazimierz Kazior) – ? – 1942;
    - „NN” (Józef Mikus) – 1942 – ?;

  - gmina Połaniec „Piła”, komendanci:
    - „NN” (? Rzepecki) – ?
    - „NN” (Jan Kurgan) – ?

  - gmina Osiek, komendanci:
    - „NN” (Adam Banaś) – ?;
    - „NN” (Wacław Kowalski) – ?;
    - „NN” (Władysław Jagła) – wiosna 1943 – 08.1944;[2].

## Stan liczebny
Pod koniec okupacji siły taktyczne obwodu liczyły 75 plutonów. Przeciętnie 5 – 7 plutonów na gminę. Stan osobowy liczył łącznie ponad 3750 żołnierzy, w tym:
- 7 oficerów;
- 51 podchorążych;
- 350 podoficerów.[2].

## Uzbrojenie
Pod koniec okupacji uzbrojenie obwodu składało się z ok. 500 szt broni różnych typów:
- 3 piaty z 200 szt. granatów;
- 5 ckm;
- 24 rkm;
- 22 pistolety maszynowe;
- 450 kb

Dodatkowo kilkaset granatów obronnych i kilkadziesiąt kilogramów angielskich materiałów wybuchowych.

## Oddziały partyzanckie
- Oddział partyzancki „Lotna”
- 3 Oddziały Specjalne LSB

## Akcja scaleniowa z AK
Akt scaleniowy na terenie obwodu został podpisany dopiero 14 lipca 1944 roku. Nigdy jednak nie w szedł w życie. W ramach Akcji „Burza” w lipcu 1944 zmobilizowano na terenie Obwodu ok. 350 słabo uzbrojonych ludzi, z których utworzono batalion pod dowództwem porucznika „Wyrwy” (Jana Kurkiewicza). Jedyną realną siłę batalionu stanowił oddział partyzancki „Lotna” liczący ok. 60 ludzi pod dowództwem podporucznika „Salerny” (Mieczysława Wałka). Batalion walczył w składzie 2 Pułku Piechoty Legionów AK na przełomie lipca i sierpnia 1944 r. Dowództwo batalionu odmówiło wykonania rozkazu marszu na koncentrację sił Okręgu Radom Kielce Armii Krajowej. Zostały rozwiązane po zajęciu terenu Obwodu przez Armię Czerwoną.